# Zack Taylor
Zachary Taylor là một nhân vật hư cấu trong Power Rangers, xuất hiện trong loạt phim truyền hình Mighty Morphin Power Rangers. Zack là Black Ranger nguyên bản của thế hệ Power Rangers đầu tiên. Nhân vật do nam diễn viên Walter Emanuel Jones thủ vai.

## Tiếp nhận
Việc lựa chọn màu sắc cho Black Ranger (Zack Taylor) và Yellow Ranger (Trini Kwan) đã là một sự chỉ trích, do tin rằng những màu này là đại diện cho nguồn gốc chủng tộc của họ. Có nhiều đoạn nhại thể hiện sự phân biệt chủng tộc của chương trình. Theo các nhà sản xuất, điều này đã không được chú ý cho đến tập thứ mười của Mighty Morphin Power Rangers.